# Gnamptodon molestus
Gnamptodon molestus är en stekelart som beskrevs av Van Achterberg 1988. Gnamptodon molestus ingår i släktet Gnamptodon och familjen bracksteklar. Inga underarter finns listade i Catalogue of Life.